# Красногорск
Красного́рск — город в Московской области России. Административный центр городского округа Красногорск. До апреля 2017 года был центром Красногорского района.

## Описание
Население в городе — 193 127 чел. (2024). В процессе реализации находится создание на территории Красногорска административного центра Московской области: на окраине города построены здания Московского областного суда, Правительства области и Московской областной думы в бизнес-центре «Два капитана». Там же расположена первая в истории Московского метрополитена станция в Подмосковье — «Мякинино».
Город расположен на реке Москве и её притоке реке Баньке, в 22 км от центра Москвы (в 2 км от МКАД), непосредственно примыкая к Москве с северо-запада.
День городского округа Красногорска традиционно отмечается в начале сентября.
Глава городского округа Красногорск — Волков Дмитрий Владимирович.

## Этимология
Возник в середине XIX века как посёлок Баньки, названный по реке Банька. В 1926 году в него переводится оптико-механический завод, для рабочих которого строится посёлок Красная Горка; название традиционно для России — так называются многочисленные красивые, солнечные горки, но его появление в сов. время, очевидно, было связано и с идеологическим содержанием, вкладывавшимся в определение «красная». В 1932 г. поселки объединяются под общим названием Красногорск; с 1940 года — город.

## Физико-географическая характеристика
Город Красногорск располагается в центральной части Московской области, вплотную примыкая с северо-запада к столице России (районам Покровское-Стрешнево, Митино и Строгино), на левом берегу реки Москвы (город частично пересекается её левым притоком — рекой Банькой). Площадь города составляет 2565 га.
Город Красногорск, так же, как и вся Московская область, находится в часовом поясе, обозначаемом по международному стандарту как Moscow Time Zone (MSK/MSD). Смещение относительно Всемирного координированного времени UTC составляет +3:00 (MSD).

### Рельеф
Населённый пункт лежит на отрогах Смоленско-Московской возвышенности; рельеф плавно понижается с северо-запада города к югу и юго-востоку, лежащим в пойме реки Москвы. Распространены процессы овражной эрозии. Абсолютные отметки высоты — в районе 190—220 метров.
Разрез территории города, как и всего района, формируют юрские глины, защищающие водоносные горизонты. Наличие больших запасов подземных вод, относящихся к Московскому артезианскому бассейну, и приуроченных к породам палеозойского возраста, к отложениям юрской и меловой систем, позволило организовать надёжное водоснабжение города из артезианских источников.

### Климат
Климат города умеренно континентальный (характерна умеренно холодная зима и умеренно тёплое лето), в целом идентичен климату Москвы. Средняя многолетняя величина годовой суммы осадков — 598 мм с максимумом, приходящимся на лето. Среднегодовая температура воздуха — 4,5 °C, средняя скорость ветра — 2,4 м/с.
| Показатель                    | Янв.  | Фев.  | Март | Апр. | Май  | Июнь | Июль | Авг. | Сен. | Окт. | Нояб. | Дек.  | Год |
| ----------------------------- | ----- | ----- | ---- | ---- | ---- | ---- | ---- | ---- | ---- | ---- | ----- | ----- | --- |
| Средний суточный максимум, °C | −5,5  | −5,5  | −0,4 | 9,3  | 17,5 | 21,3 | 23,2 | 21,3 | 15,0 | 7,5  | −1,1  | −5,2  | 8,2 |
| Средняя температура, °C       | −8,8  | −9,1  | −4,2 | 5,2  | 12,6 | 16,9 | 19,0 | 17,2 | 11,5 | 4,8  | −3,5  | −8,4  | 4,5 |
| Средний суточный минимум, °C  | −12,7 | −13,3 | −8,5 | 0,7  | 6,8  | 11,6 | 14,1 | 12,5 | 7,7  | 2,2  | −6,1  | −11,9 | 0,3 |
| Источник: Moscow-meteo.ru     |       |       |      |      |      |      |      |      |      |      |       |       |     |

### Почвы и растительность
В регионе, где находится Красногорск, распространены дерново-подзолистые суглинистые почвы различной степени смытости, для которых характерна кислая реакция. Содержание гумуса в почвах среднее. В городе почвы подвергнуты значительному антропогенному воздействию; в окрестностях высоки показатели заболоченности.

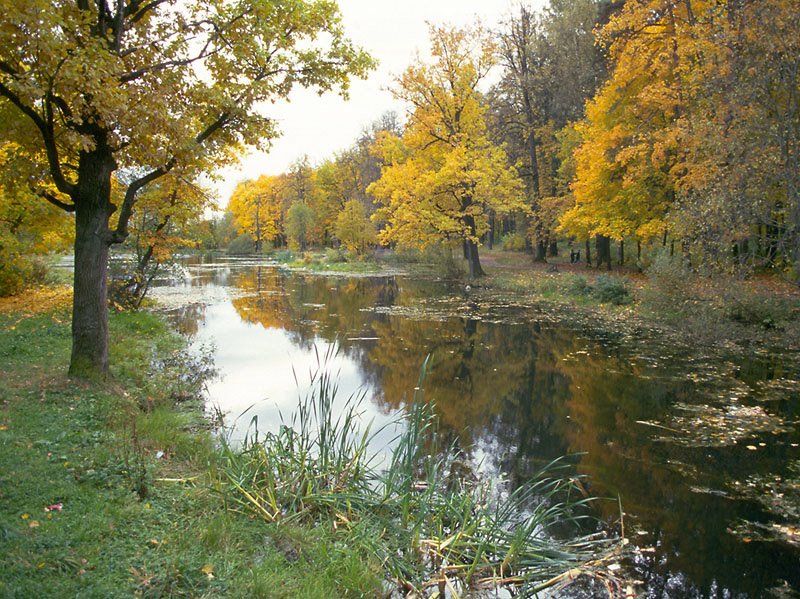
Пруд в парке усадьбы Знаменское-Губайлово

Красногорск расположен в пределах лесопаркового пояса Москвы. Город достаточно плотно окружён лесами, по большей части смешанными, с отдельными участками хвойных. Видовой состав лесных насаждений преимущественно представлен елью, берёзой, осиной. Безлесные территории сильно урбанизированы.

### Экология и охрана природы
Экологическая обстановка в городе, несмотря на благоприятное местоположение относительно Москвы (с учётом превалирующих северо-западных ветров), в начале XXI века ухудшается. Наибольшее беспокойство вызывает загрязнение воздушной среды, и хотя в большинстве случаев нормы не превышаются, вблизи транспортных магистралей и индустриальных объектов наблюдаются локальные области повышенного загрязнения. По данным независимой экологической экспертизы «Экостандарт», на 2006 год Красногорск вошёл, наряду с Балашихой, Химками, Люберцами, Каширой, Воскресенском и Подольском, в семёрку подмосковных городов с наибольшей загрязнённостью воздуха.
В окрестностях города в числе важнейших экологических аспектов выделяется относительно высокая гибель лесов (причём антропологический фактор здесь находится лишь на третьем месте в числе причин: основные — неблагоприятные погодные условия, а также вредители и болезни). Отмечается определённое загрязнение подземных вод (случаются превышения ПДК по марганцу, свинцу, кадмию и аммиаку). Радиационное загрязнение атмосферы в Красногорске — на уровне фоновых значений (9—17 мкр/час).
На территории Красногорска, рядом с Волоколамским шоссе, находится памятник природы (особо охраняемая природная территория областного значения) — дуб-долгожитель возрастом около 250 лет.

## История города
Красногорск — молодой город: на месте города ещё в начале XX века находилось несколько посёлков и деревень Хорошёвской волости Московского уезда Московской губернии: Баньки, Павшино, Чернево, Знаменское-Губайлово и другие. Вместе с тем, археологические находки на территории Красногорского района свидетельствуют о том, что эти земли были заселены ещё много тысячелетий назад; на землях нынешнего города ещё не так давно высились древние курганы.
Первое упоминание о Павшинской дворцовой вотчине — в 1462 году в завещании князя Василия Тёмного. В смутное время дворцовые земли подверглись разорению интервентами. В XVII—XVIII веках здесь строится усадьба «Знаменское-Губайлово», принадлежавшая сначала семейству Волынских, а затем — князю Долгорукому-Крымскому. В 1821 и 1866 годах в Павшине были построены две каменные церкви.
Со второй половины XIX века на территории нынешнего города начинают появляться промышленные мануфактуры (красильное предприятие, фабрики по производству кислоты, текстиля и другие.), в 1850 году основывается фабричный посёлок Баньки. Имение «Знаменское-Губайлово» во второй половине XIX века перешло в руки текстильных фабрикантов Поляковых, одним из которых был С. А. Поляков, меценат, издатель журнала «Весы» и издательства «Скорпион». В усадьбе Поляковых, а также на их даче Лисьи горы (располагавшейся на холме возле реки Баньки) неоднократно гостили известные поэты-символисты (в том числе Константин Бальмонт), писатели, философы.
Во второй половине XIX века изменилось направление и название бывшей Большой Воскресенской дороги, которая прошла не через Пенягино, а рядом с Павшином и далее — через Губайлово (то есть по территории нынешнего Красногорска) и была переименована в Волоколамскую. В 1901 году через Павшино прошла Московско-Виндавская железная дорога, но станция здесь появилась только несколькими годами позже, а в 1908 году выстроен вокзал (в 1996 году здание было снесено).

### После 1917 года
После Октябрьской революции предприятия Поляковых, как и другие окрестные мануфактуры, были национализированы. Ткацкие и красильные производства местечка Баньки приходили в упадок, пока в 1923 и вовсе не были закрыты, а рабочие были направлены в Москву на Краснохолмскую мануфактуру и красильную фабрику в Ростокино. В 1922 году село Павшино получило статус посёлка городского типа, в состав которого вошли также посёлок Баньки и усадьба Знаменское-Губайлово, но после переезда предприятий население посёлка сильно сократилось.

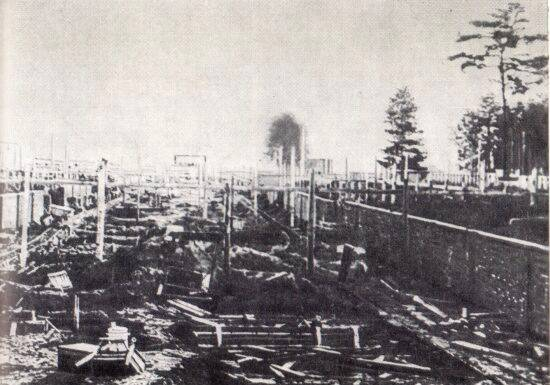
Строительство Красногорского механического завода

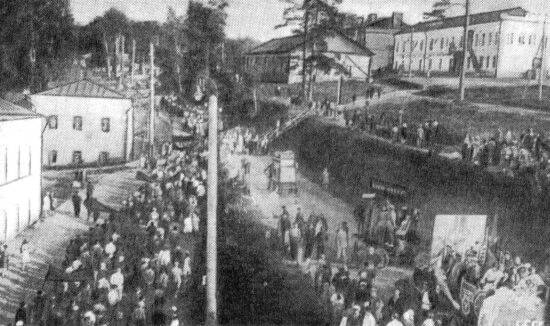
Майская демонстрация в посёлке Баньки

В 1926—1927 годах в Баньки был переведён Подольский механический завод (изначально он был основан в 1905 году в Риге как филиал немецкой оптической фирмы Carl Zeiss). В 1931 году был утверждён генеральный план строительства крупнейшего в СССР оптического завода и города Оптикогорска, но от этого названия уже вскоре отказались.
10 апреля 1932 года Президиум ВЦИК постановил «Населённый пункт „Баньки“, Сходненского района, преобразовать в рабочий посёлок, присвоив ему наименование „Красногорск“».
В Красногорск вошли посёлок Красная Горка и село Павшино. В сентябре этого же года было принято решение о создании Красногорского района. В том же 1932 году здесь был построен завод «Стандартбетон», поставлявший крупногабаритные бетонные конструкции для строительства оптического завода, канала им. Москвы, московского метрополитена.
7 октября 1940 года Указом Президиума Верховного Совета РСФСР рабочий посёлок Красногорск был преобразован в город. На тот момент численность жителей Красногорска составляла около 20 тыс. человек.

### Великая Отечественная война
С началом Великой Отечественной войны в Красногорске были сформированы батальон народного ополчения, истребительный батальон, трудовые отряды, работавшие на строительстве укреплений на подступах к Москве. В начале зимы 1941 года тяжёлые бои шли в нескольких километрах от окраины города — у деревень Козино и Нефедьево. После того как враг был отброшен, в феврале 1942 года в корпусах эвакуированного оптического завода началось возрождение производства.
После разгрома немцев под Москвой в Красногорске был организован Особый лагерь для военнопленных (УПВИ НКВД СССР № 27), в котором содержались немецкие, румынские, японские военнопленные, среди которых были фельдмаршал Паулюс, а также австрийский врач, в будущем известный учёный и лауреат Нобелевской премии Конрад Лоренц. Труд военнопленных (всего через лагерь прошло около 50 тысяч человек) использовался как в строительстве при восстановлении Красногорска и Москвы, так и на окрестных промышленных предприятиях.
В июле 1943 года в клубе оптического завода прошла учредительная конференция антифашистов из «Свободной Германии» (НКСГ). Многие из военнопленных, активистов НКСГ, окончили Центральную антифашистскую школу в Красногорске, которая была переведена в город из Горьковской области весной 1943 года. С 1985 года в здании Центральной антифашистской школы расположен Мемориальный музей немецких антифашистов.
В начале 1945 года был электрифицирован участок железной дороги Рижского направления Москва-Рижская — Нахабино, в Нахабине выстроено электродепо. 5 марта 1945 года через станцию Павшино прошёл первый электропоезд.

### Послевоенные годы
|  |  |
|  |  |

После войны Красногорск активно развивался. В связи с тем, что остро стояла жилищная проблема, постепенно активизировалось жилищное строительство, появлялись новые микрорайоны: Брусчатый посёлок (частично строился пленными гитлеровцами), Райцентр, Губайлово, Чернево. Возводились школы, детские сады. Во второй половине 1940-х годов в городе силами военнопленных было возведено здание архивохранилища ГУПВИ МВД СССР (в 1953 году туда из Москвы переехал Государственный архив кинофотодокументов).
Указом Президиума Верховного Совета РСФСР от 18 августа 1960 года Красногорск, как и ряд других прилегавших к столице территорий лесопаркового защитного пояса, были переданы в административно-хозяйственное подчинение Московскому городскому Совету депутатов, на территории Москвы был образован Красногорский район (при этом в черту города Москвы Красногорск не включался). Однако «москвичами» жители города были недолго: уже в 1961 году город был передан обратно Московской области.
В 1962 году были существенно расширены границы города: в состав Красногорска вошли земли сёл Павшино и Чернево, комбинат «ТИГИ», а также посёлок плодоовощного комбината, после чего территория города составила 1112 га. Быстро росло промышленное производство, особенно на градообразующем предприятии — Красногорском механическом заводе. В 1964 году на Рижском направлении железной дороги появилась новая железнодорожная платформа — Красногорская.

### В современной России
28 октября 2004 года в состав городской черты Красногорска был включён дачный посёлок Опалиха, а также село Ново-Никольское, посёлок Ткацкой фабрики, деревни Аникеевка, Гореносово и Анино.
С 2005 до 2017 года город входил в городское поселение Красногорск Красногорского муниципального района площадью 6635 гектаров.
К началу 2017 года город стал центром объединённого городского округа Красногорск. В 2019 году принят генеральный план городского округа. Ранее генплан принимался в 1996 году и обсуждался в 2006—2011 годах.
С середины 2000-х годов был начат проект превращения Красногорска в новый административный центр Московской области. В городе и вокруг города к 2010—2020-м годам построены десятки микрорайонов, микрорайон Павшинская Пойма, квартал «Тетрис», ЖК «Спасский Мост», ЖК «Арт», ЖК «Крост», ЖК «Изумрудные Холмы» и другие. На восточной окраине города, вблизи МКАД, построены здания областных органов власти.
22 марта 2024 года был совершён теракт на территории делового центра «Крокус Сити» в «Крокус Сити Холл».

## Органы власти

### Областные органы власти
Красногорск формируется как административный центр Московской области. На окраине города, возле московской деревни (микрорайона-анклава) Мякинино в Мякининской пойме, вблизи МКАД построены здания Дом Правительства Московской области и Московской областной думы (в бизнес-центре «Два капитана», в котором размещена также часть Дома Правительства), а также здание Московского областного суда.

### Органы местного самоуправления
Местное самоуправление в Красногорске осуществляется в рамках устава городского округа Красногорск (с 2017 года).
Глава городского округа с 2021 года — Волков Дмитрий Владимирович.
До 2017 года местное самоуправление осуществлялось на основании устава городского поселения Красногорск и было представлено советом депутатов городского поселения, главой городского поселения и администрацией городского поселения.
Представительный орган местного самоуправления, совет депутатов городского поселения, избирался жителями поселения на муниципальных выборах по одномандатным округам сроком на 5 лет. Данный орган, состоящий из 25 депутатов, возглавлялся председателем совета депутатов. Глава городского поселения, возглавлявший администрацию городского поселения, также избирался жителями поселения сроком на 5 лет. На выборах в октябре 2009 года на эту должность повторно был выбран Виктор Кругликов. 20 марта 2014 года Кругликов ушёл в отставку. 18 мая того же года главой Красногорска стал Павел Стариков, бывший председатель районного Совета депутатов Красногорского района.

## Символика
Первый герб Красногорска был утверждён 29 сентября 1992 года; авторами его были Валерий Раппопорт и художник Юлия Фёдорова. Герб представлял собой щит, разделённый горизонтально на две части. В верхнем красном поле герба был изображён всадник на коне серебряного цвета, колющий копьём золотого дракона с зелёными крыльями. В нижнем поле лазурного цвета изображалась белая колонна, по сторонам которой размещены шесть зелёных деревьев с золотыми стволами, а выше колонны — две серебряные линзы, преломляющие золотые лучи. Щит обрамляется дубовыми ветвями с зелёными листьями и золотыми желудями, перевитыми лентой, повторяющей цвета государственного флага Российской Федерации.
22 августа 2007 года решением Красногорского совета народных депутатов были утверждены герб и флаг городского поселения Красногорск. 23 января 2008 года было утверждено положение об официальных символах городского поселения Красногорск. Герб и флаг были внесены в Государственный геральдический регистр Российской Федерации соответственно за № 3611 и № 3612. В нижней части герба изображено красное трёхгорье, отражающее наименование города. Лазоревая часть герба говорит о том, что Красногорск — один из наиболее экологически чистых городов. Скошение поля на геральдическом щите символизирует основную транспортную магистраль города, Волоколамское шоссе, а призма с преломляющимся световым лучом — фирменный знак основного предприятия города, ОАО «Красногорский завод им. С. А. Зверева», выпускающего оптическую технику. В правом верхнем углу герба помещён четырёхугольник красного цвета с воспроизведёнными фигурами из гербового щита Московской области. Авторы герба — Виктор Кругликов, Николай Хаткевич, Виктор Поярков, Галина Туник.
Флаг городского поселения в целом повторяет оформление герба, на его полотнище находятся красное трёхгорье, белая и лазоревая части, а также символическое изображение Волоколамского шоссе, а также эмблема Красногорского завода.

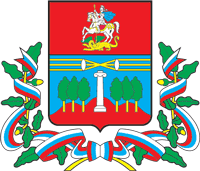
Герб 1992 года
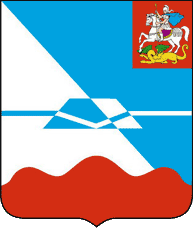
Герб 2008-2016 гг.
Флаг 2007-2016 гг.

## Население
| 1939     | 1959     | 1967     | 1970     | 1973     | 1976     | 1979     | 1982     | 1986     | 1987     | 1989     |
| -------- | -------- | -------- | -------- | -------- | -------- | -------- | -------- | -------- | -------- | -------- |
| 18 385   | ↗35 183  | ↗50 000  | ↗62 690  | ↗67 000  | ↗72 000  | ↗77 370  | ↗82 000  | ↗87 000  | ↗89 000  | ↗90 477  |
| 1992     | 1996     | 1998     | 2000     | 2001     | 2002     | 2003     | 2004     | 2005     | 2006     | 2007     |
| ↗91 700  | ↘91 300  | ↘91 000  | ↘90 600  | ↘90 200  | ↗92 545  | ↘92 500  | ↗93 000  | ↗99 100  | ↗99 475  | ↘98 900  |
| 2008     | 2009     | 2010     | 2011     | 2012     | 2013     | 2014     | 2015     | 2016     | 2017     | 2018     |
| ↗99 500  | ↗100 871 | ↗116 896 | ↘116 700 | ↗122 790 | ↗127 600 | ↗132 036 | ↗137 587 | ↗144 614 | ↗153 393 | ↗161 525 |
| 2019     | 2020     | 2021     | 2023     | 2024     |          |          |          |          |          |          |
| ↗171 793 | ↗175 554 | ↗187 634 | ↗188 850 | ↗193 127 |          |          |          |          |          |          |

На 1 января 2025 года по численности населения город находился на 95-м месте из 1124 городов Российской Федерации.
В XX — начале XXI века Красногорск являлся одним из наиболее быстрорастущих городов Подмосковья. В конце XX века наблюдалось некоторое снижение численности населения, однако с начала 2000-х годов снова наблюдается значительный рост численности жителей. Основными причинами такого роста является масштабное жилищное строительство и связанный с этим приток жителей из других субъектов федерации (в том числе из Москвы), а также присоединение к городу ряда населённых пунктов в 2004. В новом микрорайоне «Павшинская пойма», построенном на месте бывших сельскохозяйственных угодий, проживает около 50 тыс. жителей. В 2008 году началось строительство нового жилого комплекса «Спасский мост», в 2010 году — микрорайона «Изумрудные холмы» с площадью жилья около 800 тыс. м³.
Большая часть жителей новых микрорайонов в настоящий момент в силу разных причин ещё не отражена в официальной статистике и будет учитываться только с момента проведения следующей переписи населения в 2020 году. После объединения в городской округ Красногорск строительные и жилищно-коммунальные подразделения администрации округа дали экспертную оценку количества квадратных метров заселенной жилой площади, из которой следует, что в городском округе Красногорск постоянно проживает 317 тыс. человек.

## Экономика

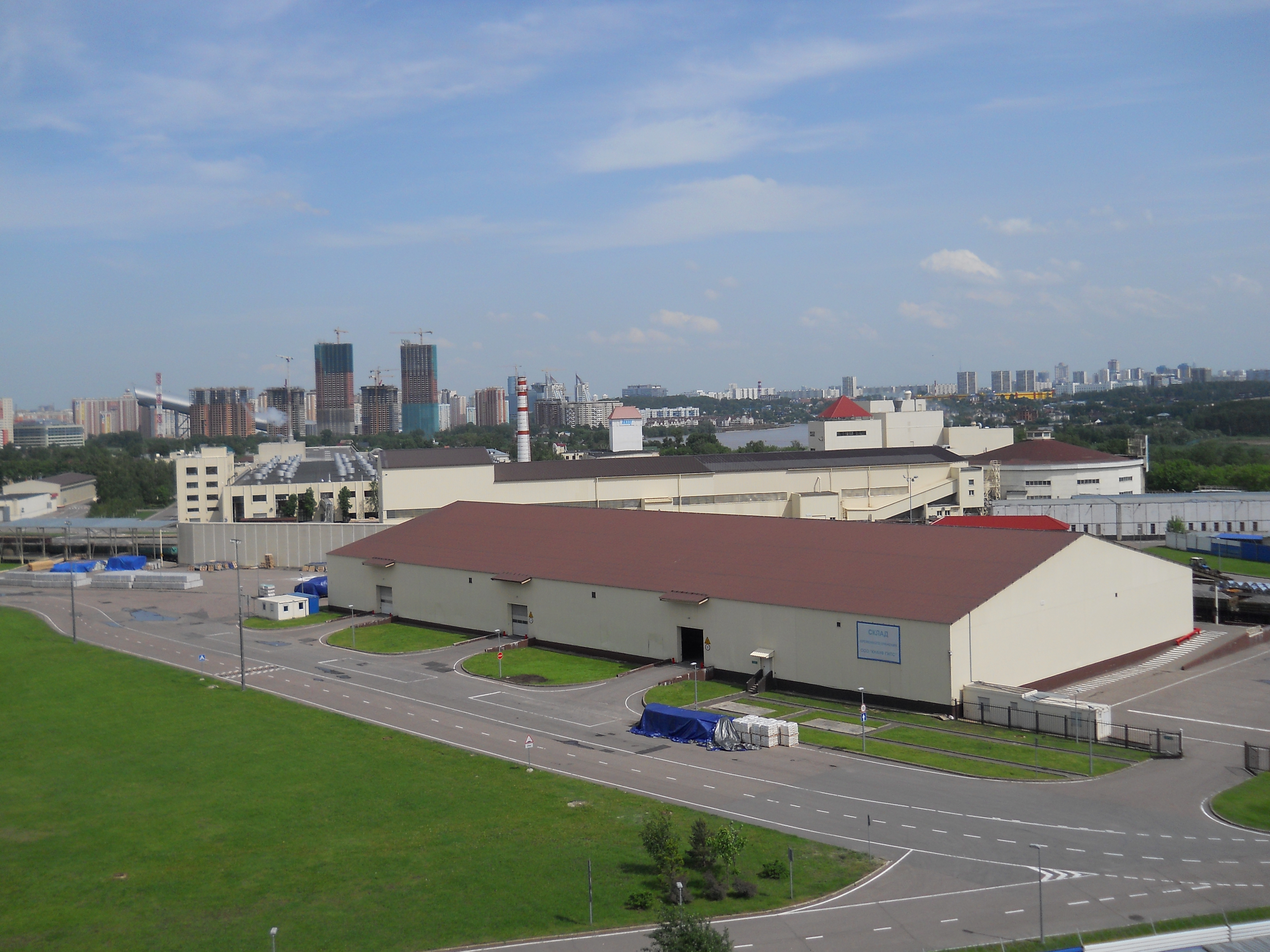
Предприятие компании Knauf по производству гипсовых изделий и строительных смесей в Красногорске

Всего в 2010 году крупными и средними предприятиями городского поселения Красногорск отгружено товаров собственного производства, выполнено работ и услуг на сумму 41,7 млрд руб. (на 16 % больше, чем годом ранее). Основной вклад в продукцию промышленности внесли обрабатывающие производства — 53,4 % от общего объёма отгруженных товаров, выполненных работ и услуг, или 22,3 млрд руб. (рост на 22,7 % по сравнению с 2009 годом). Среднемесячная заработная плата на крупных и средних предприятиях поселения составила в 2010 году 30 289 руб. (рост на 10,4 % по сравнению с предыдущим годом).
Поступления в бюджет городского поселения составили в 2010 году 893,8 млн руб. (на 15,3 % больше, чем в 2009 году), в том числе налоговые поступления 561,3 млн руб. На 2011 год доходы бюджета поселения утверждены в размере 836,8 млн руб., расходы — в размере 920,4 млн руб. (предельный размер дефицита местного бюджета — 83,6 млн руб.).
Большая часть населения Красногорска занята на предприятиях Москвы. Основное предприятие города — ОАО «Красногорский завод им. С. А. Зверева» (ОАО КМЗ). Предприятие специализируется на производстве оптических и оптико-электронных приборов военного и гражданского назначения, в годы существования СССР было широко известно своей фотоаппаратурой, выпускавшейся под маркой «Зенит»). Завод является градообразующим предприятием, значительная часть инфраструктуры города была построена силами данного предприятия.
Промышленность строительных материалов в городе представлена производством гипсовых изделий и строительных смесей (завод немецкой компании Knauf), асфальтобетонных смесей, в том числе цветного асфальта (завод «КАБЗ»). Также ведётся выпуск упаковочного оборудования (завод «Бестром»); автоспецтехники, самосвалов и технологического оборудования для предприятий цементной, химической и металлургической промышленности (завод «Бецема»). Работают кондитерская фабрика «Конфаэль», хлебозавод, кондитерское предприятие ОАО «Хлебпром», завод лекарственных трав «Красногорсклексредства» (в Опалихе). Развивается полиграфическое производство (действуют издательско-полиграфический комплекс «Экстра-М», газетно-журнальный комплекс «Первый полиграфический комбинат», типография). Действует сортировочный комплекс почтово-логистической компании DPD.
Красногорск — один из лидеров жилищного строительства в Подмосковье. По данным зампредседателя правительства Московской области Ирины Смирновой, по итогам 2016 года Красногорск стал вторым в регионе по объёму ввода жилья после Химок. На начало 2017 года в стадии строительства находятся 13 жилых комплексов.
Важным сектором экономики города является розничная торговля. В Красногорске работают такие крупные торговые сети, как «Перекрёсток», «Дикси», «Пятёрочка», «Копейка», «Евросеть», «Связной» и другие. На территории Красногорского городского округа, примыкающей к МКАД, работают многочисленные гипермаркеты, а также торгово-выставочный комплекс «Крокус-Сити».
Всё более существенную роль в экономике города играет малый бизнес. Серьёзным фактором, сдерживающим предпринимательскую активность в Красногорске, является недостаток офисных и производственных помещений.

## Транспорт
Основной автомагистралью города является Волоколамское шоссе, соединяющее Москву с Дедовском, Истрой и Волоколамском и пересекающее Красногорск. По южной окраине города проходит федеральная трасса M9 «Балтия» (Новорижское шоссе). Волоколамское и Новорижское шоссе соединяются проходящим через Красногорск Ильинским шоссе (А109). Также существует автомобильная дорога, связывающая Красногорск и район Москвы Митино. Вследствие массово жилищного строительства в городе и округе интенсивность автомобильного движения в последние годы резко возрастает, из-за чего транспортные заторы возникают не только во время часов пик.
Развитие транспортной инфраструктуры отстаёт от темпов застройки города. Так, проектирование бессветофорной транспортной развязки на пересечении Ильинского и Волоколамского шоссе началось ещё в 2007 году, хотя к реальному строительству приступили лишь в 2016. Дополнительная дорожная связка с московским районом Митино была открыта летом 2018 года. В 2000-е годы существовал проект по соединению Волоколамского и Ильинского шоссе через улицы Жуковского и Королёва со строительством путепровода через железную дорогу, который не стал реализовываться.
С Москвой (а также с Нахабином, Николо-Урюпином, Петрово-Дальним и другими населёнными пунктами) город связан сетью маршрутных такси и автобусных маршрутов. Существует также ряд внутригородских автобусных маршрутов. Регулярные маршрутные перевозки осуществляют ГУП «Мосгортранс», ГУП МО «Мострансавто» (Истринское АТП, Одинцовское ПАТП, автоколонна № 1786 г. Химки), «Группа Автолайн» и другие предприятия.
На территории города расположены железнодорожная станция Павшино, платформы Красногорская и Опалиха Рижского направления Московской железной дороги. Пассажирские перевозки обеспечиваются регулярно курсирующими электропоездами. Имеется прямое беспересадочное сообщение на Курское направление. 21 ноября 2019 года начала работу линия D2 Московских центральных диаметров. Через три дня после запуска движения по диаметру на границе с Москвой была открыта новая платформа Пенягино. В рамках проекта дальнейшего развития МЦД существуют планы по строительству ответвления в районе Павшина в сторону Рублёво-Архангельского с двумя станциями.
В декабре 2009 года в Мякининской пойме открылась первая станция Московского метрополитена, построенная за пределами административных границ Москвы — Мякинино Арбатско-Покровской линии.
30 декабря 2018 года было запущено рабочее движение по первому пусковому комплексу развязки на пересечении Волоколамского и Ильинского шоссе. На мероприятии присутствовал губернатор Московской области Андрей Воробьев. 5 декабря 2019 года был запущен последний (третий) пусковой комплекс развязки — разворотная эстакада на Волоколамском шоссе (в сторону области), но работы по благоустройству прилегающей к развязке территории на указанный момент ещё не были полностью завершены.
27 декабря 2019 года стало известно, что в принятом генеральном плане городского округа Красногорск предусмотрена возможность продолжения жилищного строительства на территории округа, что в будущем приведет к удвоению площади жилой застройки и увеличению населения, проживающего на его территории до 500 тысяч человек, что может вызвать как усугубление имеющихся транспортных проблем Красногорска, так и появление новых ввиду ограниченности пропускной способности имеющейся улично-дорожной сети и провозной способности общественного транспорта.

## Образование и культура
Общее образование в городе представлено 18 государственными общеобразовательными и четырьмя частными школами, дошкольное образование — 34 государственными и двумя частными дошкольными образовательными учреждениями.
Среднее специальное образование предоставляют Красногорский колледж (до 2007 года — оптико-электронный колледж), политехнический и экономико-правовой техникумы, медицинское училище, также действует ПТУ. Высшее образование в городе можно получить на целом ряде факультетов и филиалов высших учебных заведений Москвы (наиболее известные из них — факультет оптико-электронного приборостроения МГТУ им. Н. Э. Баумана и Московский областной филиал РАНХиГС).
Помимо этого в городе работают музыкальная, художественная школы, центр развития творчества детей и юношества, СДЮШОР по баскетболу. Также независимо от музыкальной школы существует Струнный молодёжный оркестр Красногорска (СМОК) под руководством В. Ю. Рапопорта. Функционирует дворец культуры «Подмосковье», концертный зал «Алые паруса» с орга́ном (на базе зала действует Красногорская филармония).
22 марта 2024 года в концертном зале «Крокус Сити Холл», находившимся в Красногорске, произошёл один из самых крупных терактов на территории России.
В Красногорске имеется единственный в стране музей немецких антифашистов. Близ Красногорска, рядом с посёлком Архангельское — частный музей старинных автомобилей и техники. В марте 2015 года с установки макета космического корабля «Восход-2» в микрорайоне «Изумрудные холмы» началось формирование Аллеи Космонавтов — музея космонавтики под открытым небом, где размещаются модели знаменитых советских космических кораблей.

Мемориальный музей немецких антифашистов
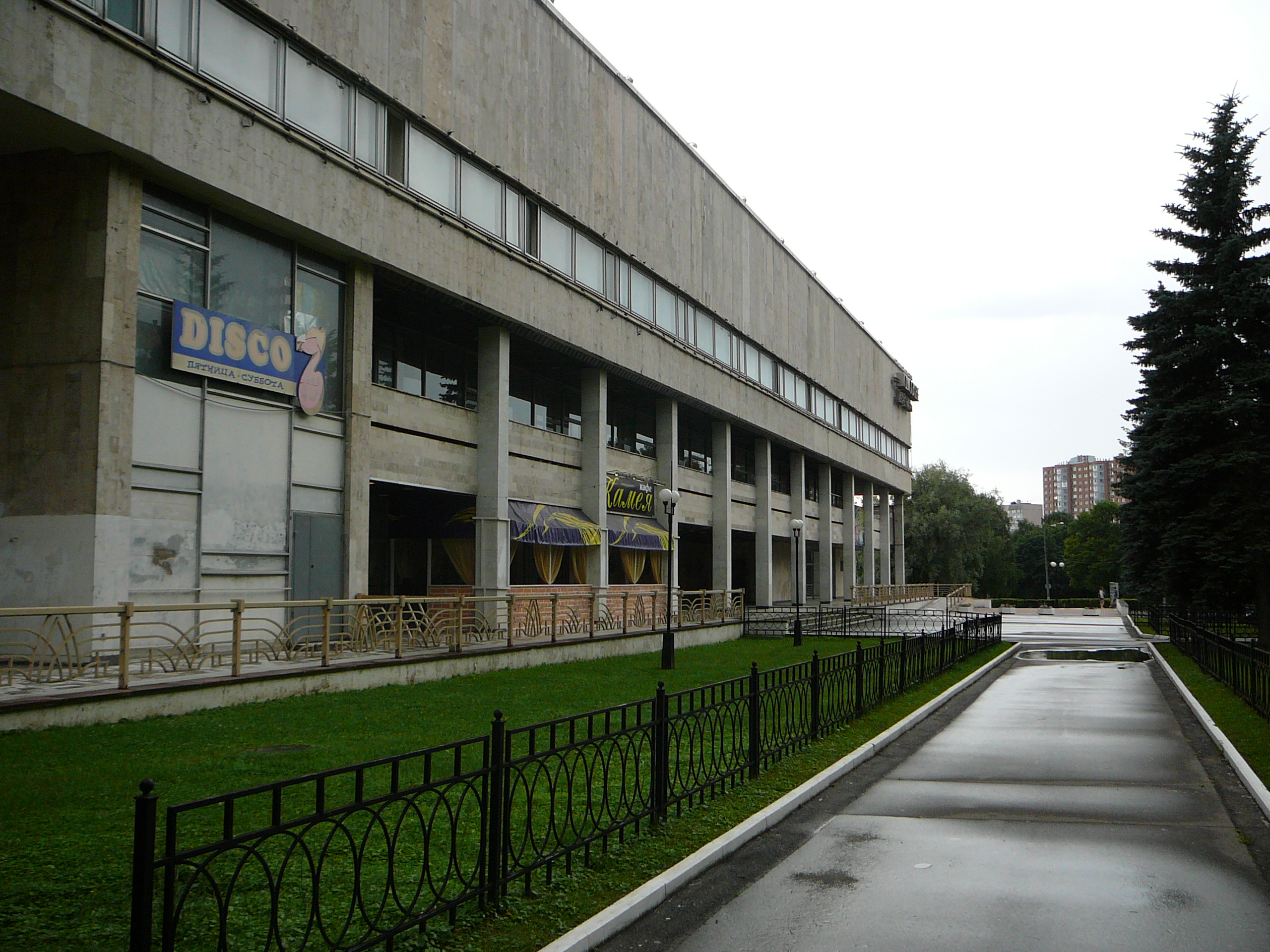
ДК «Подмосковье» до реконструкции (2013)
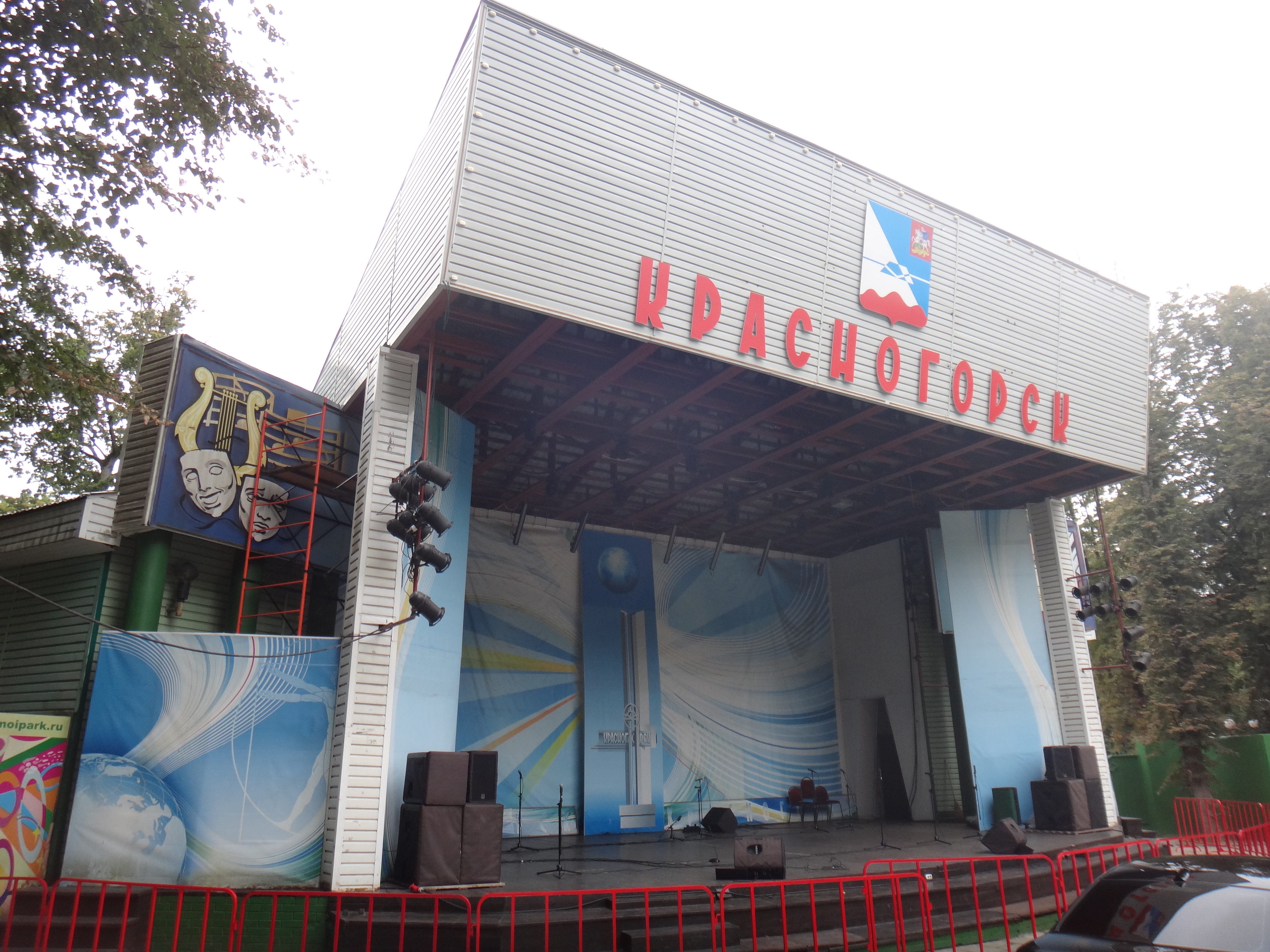
Сцена в «Зелёном театре» усадьбы Знаменское-Губайлово
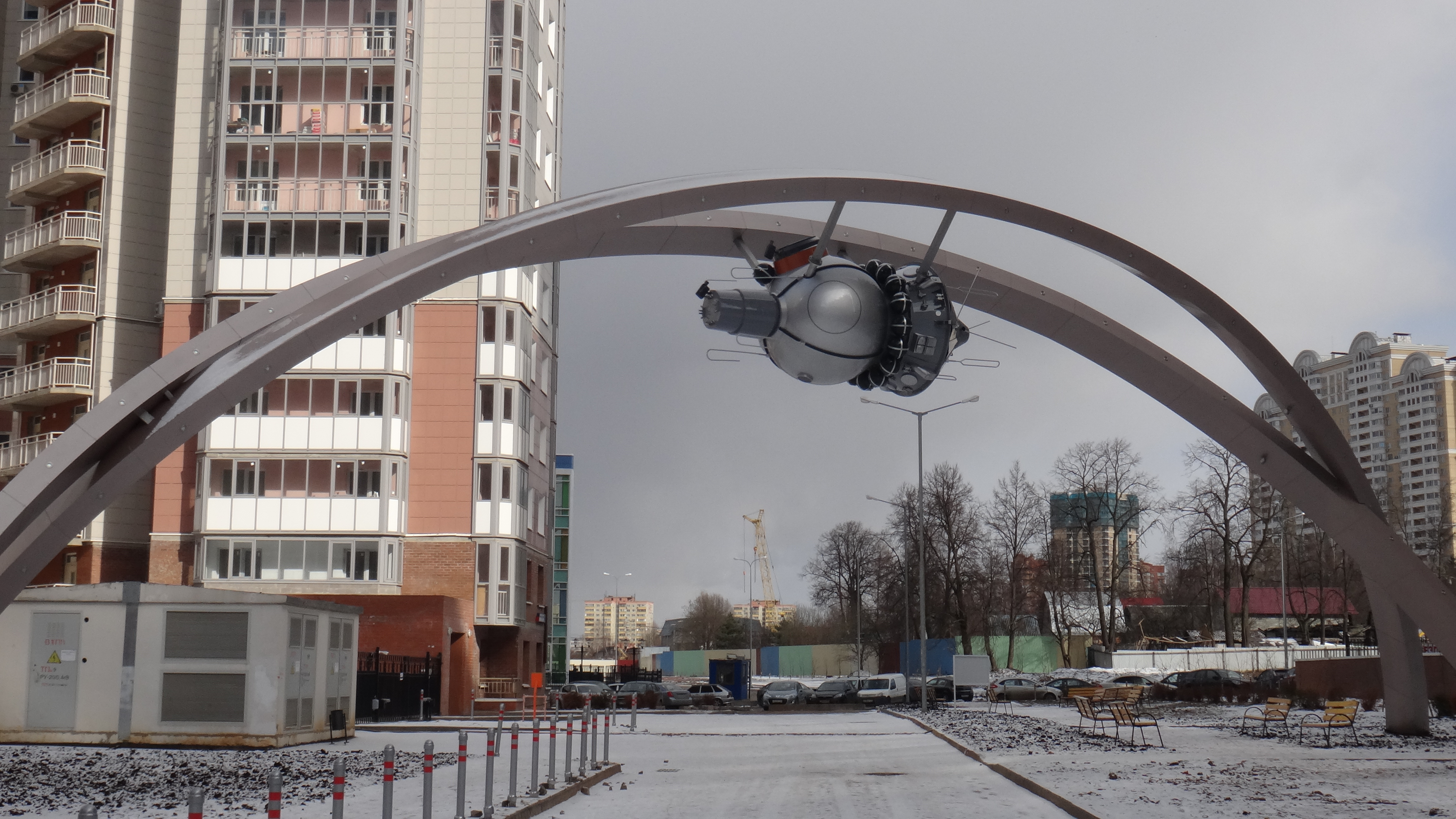
Аллея Космонавтов (2015)
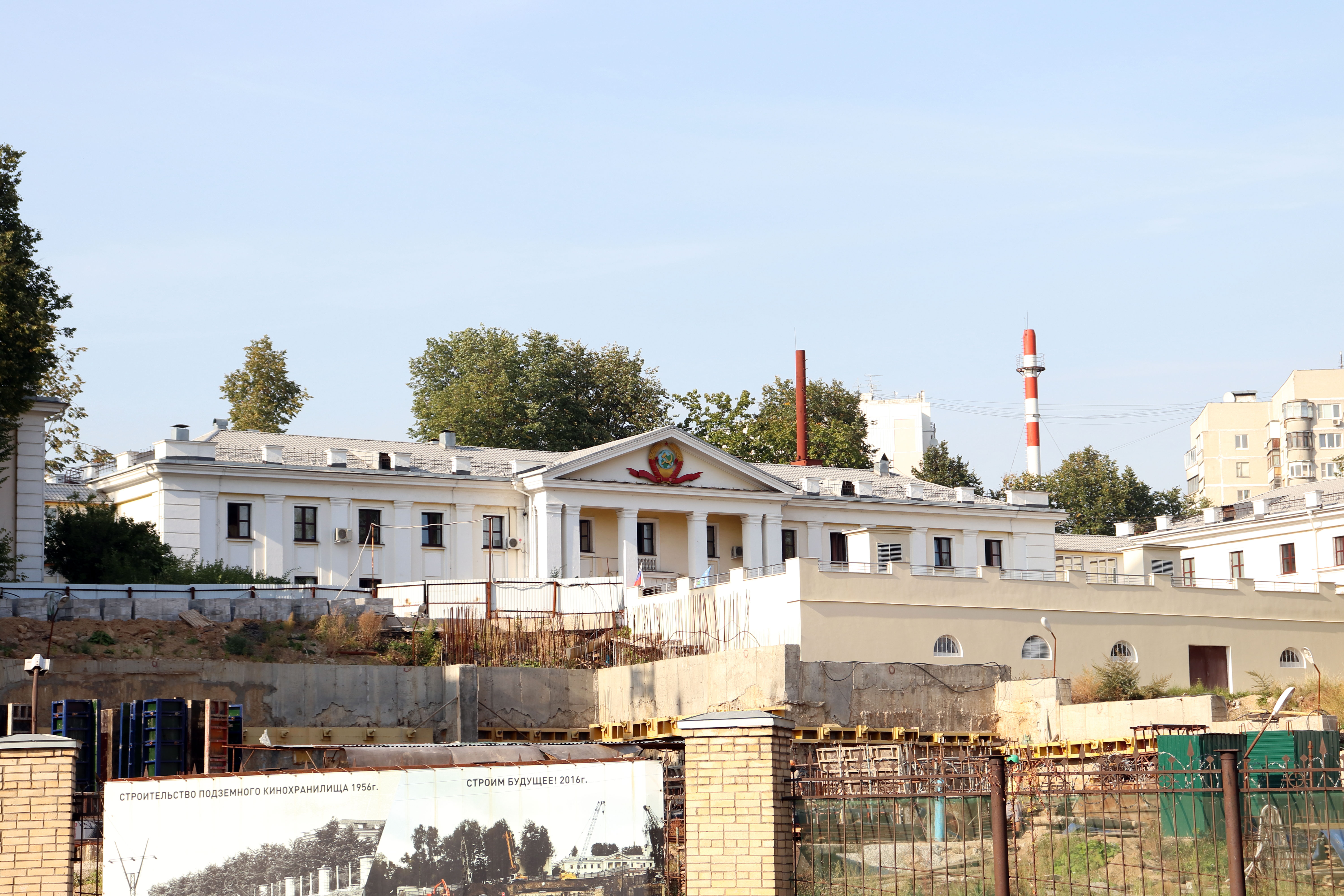
Государственный киноархив

## Здравоохранение
Медицина города представлена Центральным военным клиническим госпиталем им. А. А. Вишневского, 5 Центральным военным клиническим госпиталем (филиал № 1 Главного военного клинического госпиталя им. Н. Н. Бурденко), районной больницей, инфекционной больницей, поликлиниками и другие. Действует женская консультация, кожно-венерологический диспансер. Также здесь находится центральная подстанция скорой помощи Подмосковья.

## Религия

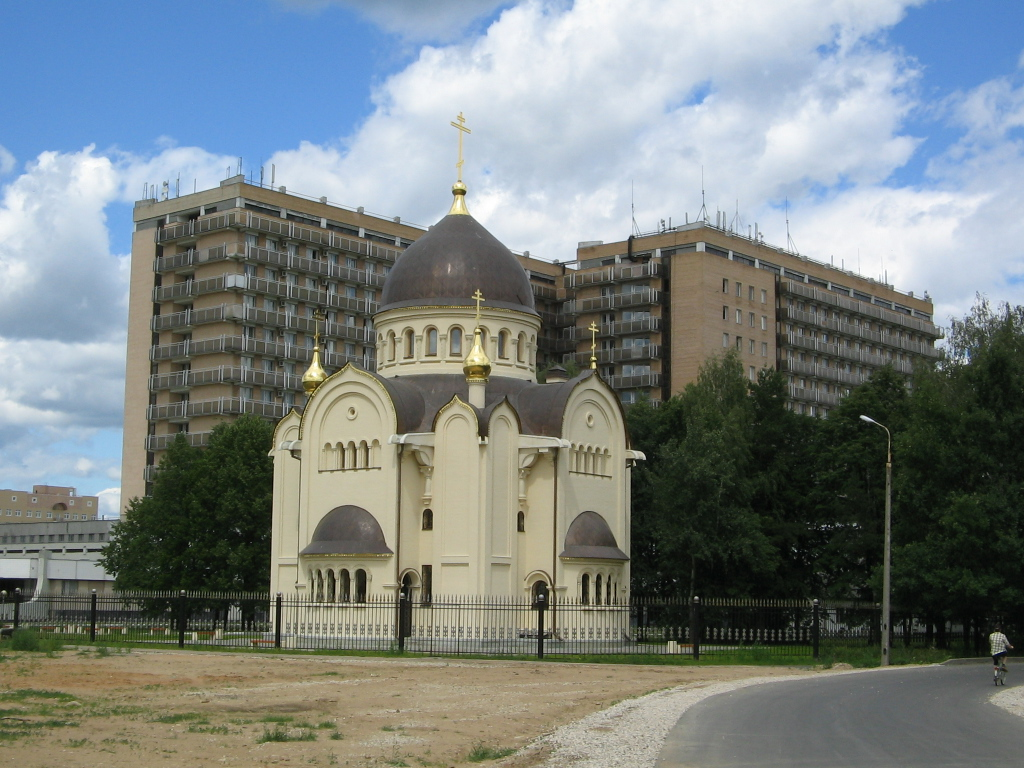
Храм святителя Луки и госпиталь имени Вишневского

Действующие православные приходы Красногорска относятся к Красногорскому благочинию Одинцовской епархии Русской православной церкви. Округ на март 2011 года насчитывал 18 приходов, из которых три расположено в самом городе. В городе есть также организация евангельских христиан-баптистов.

## СМИ
В городе издаётся газета «Красногорские вести», а также ряд других изданий, работает Красногорское телевидение. В Красногорске расположен Российский государственный архив кинофотодокументов.

## Архитектура

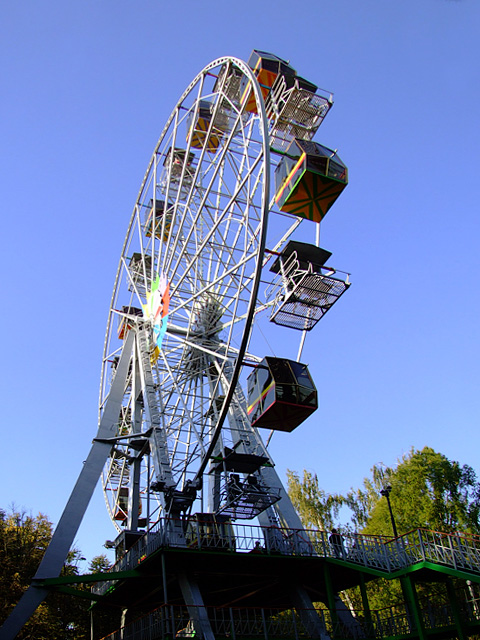
Колесо обозрения в городском парке

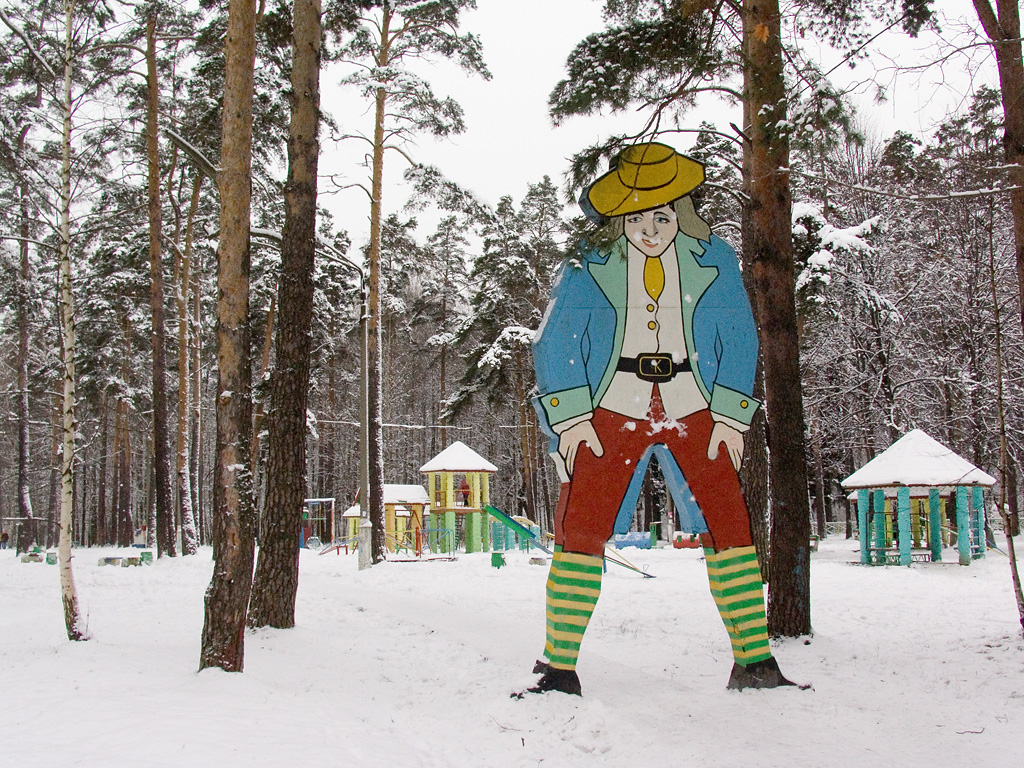
В «Детском городке»

Красногорск находится в лесопарковом поясе Москвы. Расположенный в центре города ландшафтный парк усадьбы Знаменское-Губайлово с прудами (XVIII—XIX века) и скверами, а также «Детский городок» в сосновом бору формируют образ центральной части Красногорска. В микрорайоне Опалиха — усадьба князя Юсупова XVIII века (от усадьбы сохранился лишь регулярный французский парк и пруды, находящиеся на территории дома отдыха). На территории Красногорска имеется ряд православных храмов: Знаменская церковь (XVII век, в центре города), Никольская церковь (1821, Павшино), Боголюбская церковь (1873, Павшино), Успенская церковь (1897, Чернево, перестроена в конце XX века).
Гражданская застройка Красногорска датируется 1930—2000-ми годами, также сохранился ряд строений конца XIX в. В городе ведётся активное жилищное строительство, в том числе строятся дома высокой этажности (свыше 20 этажей). В Красногорске расположено также самое высокое здание в Московской области — ЖК «Art» — 5 корпусов, высотой 132,5 м (44 этажа).
Вблизи города, рядом с посёлком Архангельское, — одноимённый музей-усадьба (XVIII—XIX вв.), один из наиболее известных архитектурных ансамблей Московской области, «подмосковный Версаль». Также в окрестностях Красногорска расположен ряд усадеб, находящихся в разной степени сохранности, — в частности, Никольское-Урюпино (XVIII—XIX вв.), Петрово-Дальнее (село Петрово-Дальнее, XVIII—XIX вв.), Ильинское (село Ильинское, XVIII—XIX вв.).

## Спорт
Красногорск — город с богатыми спортивными традициями. В суперлиге выступает команда по хоккею с мячом «Зоркий». В центре Красногорска расположен стадион «Зоркий» (с 2002 года после реконструкции поле позволяет поддерживать искусственный лёд до температуры окружающей среды +15 °C). Одноимённый женский клуб является двукратным чемпионом России. Город дважды принимал чемпионаты мира по хоккею с мячом (1973 и 1989 годов).
В прошлом на стадионе проводились престижные международные соревнования по трековым гонкам на мотоциклах — спидвею на льду (в частности, в феврале 2009 года здесь прошёл один из этапов личного чемпионата мира по этой дисциплине).
Летом на стадионе проходят матчи с участием футбольной команды «Зоркий», с 2017-го по 2020 год, а также в 2022-м и 2023 годах выступавшей в зоне «Центр» ПФЛ. С 2024 года «Зоркий» находится среди участников лиги «А» чемпионата Московской области в рамках III дивизиона (ЛФК). Существовавший в 2006—2015 годах ЖФК «Зоркий» в 2013 году выиграл Чемпионат России по футболу среди женщин.
Летом 2019 года, непосредственно рядом со стадионом открылась ледовая арена и хоккейная академия имени Владимира Петрова.

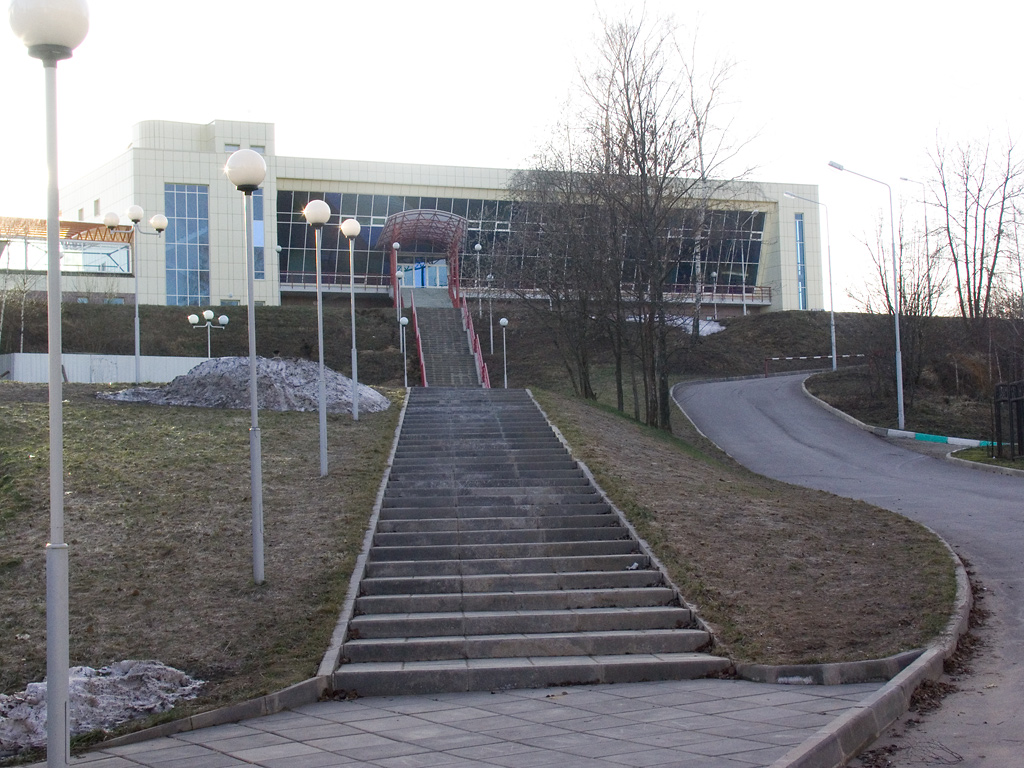
Лыжный стадион в Красногорске

На северной окраине города расположены протяжённые трассы для лыжного спорта. На современном лыжном стадионе, построенном в 2005 году, проводился Чемпионат мира по лыжным гонкам среди ветеранов, ежегодно устраиваются популярные лыжные соревнования («Красногорская лыжня», традиционный «Красногорский марафон» Ивана Утробина и другие). Летом лыжные трассы популярны у поклонников горного велосипеда, также проводящих здесь свои гонки.
В микрорайоне «Павшинская пойма» расположен первый в России и крупнейший в Европе крытый круглогодичный горнолыжный комплекс «Снежком». Также в городе имеется волейбольная команда «Зоркий», есть мотокроссовый трек, боулинг, школа верховой езды, школа единоборств Джеффа Монсона, крытый плавательный бассейн, теннисные корты на стадионе «Зоркий» и в ФОК «Зенит». Развивается и ряд других видов спорта.
Поблизости Красногорска (в районе посёлка Нахабино) — гольф-клуб «Le Meridien Moscow Country Club» c 18-луночным полем, где во время Чемпионата мира по футболу 2018 года располагался базовый лагерь сборной команды Бельгии.
10 октября 2013 года город принимал эстафету олимпийского огня.

## Красногорск в искусстве
В Красногорске жили члены банды Митина, ставшей прототипом банды «Чёрная кошка», известной по роману братьев Вайнеров «Эра милосердия» и фильму «Место встречи изменить нельзя». Они работали на Красногорском механическом заводе (ныне — Красногорский завод им. С. А. Зверева), а в нерабочее время занимались грабежами сберкасс. Крылатая фраза «А теперь — Горбатый!» была произнесена возле частного дома в Губайлове.
В Красногорске происходит действие фильма «Я объявляю вам войну».

## Города-побратимы
Отношения побратимства установлены между Красногорском и следующими городами:
- Антиб, Франция (2010)
- Вонгровец, Польша (2002)
- Гойрле, Нидерланды (1987)
- Кореличи, Беларусь (1992)
- Санья, Китай
- Сливница, Болгария (1988)
- Тукумс, Латвия (8 сентября 1996)
- Хёхштадт-ан-дер-Айш, Германия (2003)

Первый город-побратим в 2010 появился и у городского поселения Красногорск — это французский Антиб.